# Hemidactylus hegdei
Hemidactylus hegdei — вид ящірок з родини геконових (Gekkonidae). Описаний у 2022 році.

## Поширення
Ендемік Індії.  Поширений на півдні Західних Гат у штаті Тамілнад.